# 이주형 (수영 선수)
이주형(李珠珩, 1987년 4월 4일 ~ )은 대한민국의 수영 선수로, 주 종목은 배영이다. 2010년 제 91회 전국체육대회 배영 50m, 100m에서 한국신기록을 세웠다. 최혜라와 함께 제 91회 전국체전 MVP에 올랐다. 대한민국 국가대표 선수로도 활동하여 2010년 아시안 게임과 2011년 세계 수영 선수권 대회에 참가하였다.

## 주요 대회 성적
| 날짜             | 종목                       | 대회                     | 장소 | 순위 | 기록    | 기타                             |
| ---------------- | -------------------------- | ------------------------ | ---- | ---- | ------- | -------------------------------- |
| 2005년 10월 18일 | 배영 100m 여자 일반부 결승 | 제86회 전국 체육 대회    | 울산 | 4위  | 1:06.42 |                                  |
| 2006년 10월 20일 | 배영 100m 여자 일반부 결승 | 제87회 전국 체육 대회    | 김천 | 7위  | 1:07.74 |                                  |
| 2007년 10월 13일 | 배영 100m 여자 일반부 결승 | 제88회 전국 체육 대회    | 광주 | 3위  | 1:06.07 |                                  |
| 2008년 10월 13일 | 배영 100m 여자 일반부 결승 | 제89회 전국 체육 대회    | 목포 | 1위  | 1:03.29 |                                  |
| 2008년 10월 14일 | 배영 50m 여자 일반부 결승  | 제89회 전국 체육 대회    | 목포 | 1위  | 29.70   |                                  |
| 2009년 10월 23일 | 배영 100m 여자 일반부 결승 | 제90회 전국 체육 대회    | 대전 | 1위  | 1:03.18 |                                  |
| 2009년 10월 24일 | 배영 50m 여자 일반부 결승  | 제90회 전국 체육 대회    | 대전 | 2위  | 29.50   |                                  |
| 2010년 7월 23일  | 배영 100m 여자 일반부 결승 | 2010 MBC배 전국 수영대회 | 김천 | 1위  | 1:01.98 | 한국신기록                       |
| 2010년 10월 9일  | 배영 100m 여자 일반부 결승 | 제91회 전국 체육 대회    | 창원 | 1위  | 1:01.66 | 한국신기록(종전, 이주형 1:01.98) |
| 2010년 10월 10일 | 배영 50m 여자 일반부 결승  | 제91회 전국 체육 대회    | 창원 | 1위  | 28:87   | 한국신기록(종전, 이남은 28.95)   |